# Benover
Benover est un village du Kent, en Angleterre.